# Mondeca
Mondeca est un éditeur de logiciel français basé à Paris, spécialisé dans la gestion d'ontologies et le web sémantique. 

## Historique
La société a été créée en 1999 par Jean Delahousse et David Giblas. 
Le nom de l'entreprise provient d'un endroit appelé Mont des Cats, lieu d'une abbaye cistercienne située en Flandre française, connue aussi pour sa production de fromage. Le nom fait référence à l'univers de Marguerite Yourcenar, et à une région de longue tradition de publication, d'enseignement et de liberté intellectuelle[réf. nécessaire].

## Activité
Les solutions de Mondeca permettent de modéliser et décrire la connaissance des organisations pour améliorer la recherche et l'accès à l'information pertinente, gérer et produire le graphe de représentation de ces données et centraliser la gestion du référentiel.
Mondeca développe et distribue le logiciel Intelligent Topic Manager - ITM - pour la gestion des référentiels (Terminologies, Taxonomies, Thésaurus, Bases de connaissances, Dictionnaires de métadonnées). ITM est un logiciel ouvert, fondé sur les standards du Web Sémantique : XML, URI, RDF, SKOS, OWL, API et Web Services,.
Smart Content Factory (solution modulaire) est une solution innovante pour l'automatisation de l'annotation et l'enrichissement documentaire, la catégorisation et classification des contenus.
Mondeca est présente dans le domaine du Knowledge management.
La société est par ailleurs présente au sein du W3C Consortium dans le groupe ayant pour activité la normalisation des outils sémantiques pour internet,,.
En 2010, Mondeca associé à plusieurs partenaires 
 montent un projet scientifique financé par l'ANR (France), Datalift, ayant comme ambition d'agir comme un catalyseur pour l'émergence du Web de données,,,.
En 2013 Mondeca lance un partenariat avec SEB.
Mondeca fonde en mars 2014 avec l'INRIA, Atos, l'IGN, l'INSEE, EURECOM, le LIRMM (Laboratoire d'informatique, de robotique et de microélectronique de Montpellier) et la Fing, l'association Datalift. Cette association est destinée à gérer le devenir du projet du même nom. Celui-ci a donné naissance à une plateforme open source intégrée de web sémantique.